# Sierra de Atapuerca
La sierra de Atapuerca es un conjunto montañoso situado al norte de Ibeas de Juarros, en la provincia de Burgos en Castilla y León, España, que se extiende de noroeste a sureste, entre los sistemas montañosos de la cordillera Cantábrica y el sistema Ibérico. Ha sido declarado espacio natural, bien de interés cultural y Patrimonio de la Humanidad como consecuencia de los excepcionales hallazgos arqueológicos y paleontológicos que alberga en su interior, entre los cuales destacan los testimonios fósiles de, al menos, cinco especies distintas de homínidos: Homo sp. (probable Homo erectus) de la Sima del Elefante,H. antecessor, H. heidelbergensis, H. neanderthalensis y H. sapiens.
Algunos de los restos de seres humanos más antiguos de la península ibérica se encuentran en la sierra de Atapuerca, provincia de Burgos, en el yacimiento de la Gran Dolina restos del H. antecessor con, al menos, una antigüedad de 800 000 años, y en la Sima del Elefante otros de una especie de Homo sin concretar y de 1,2 millones de años. Estos restos quedaron al descubierto al construir una línea de ferrocarril en el siglo XIX.

## Situación geográfica

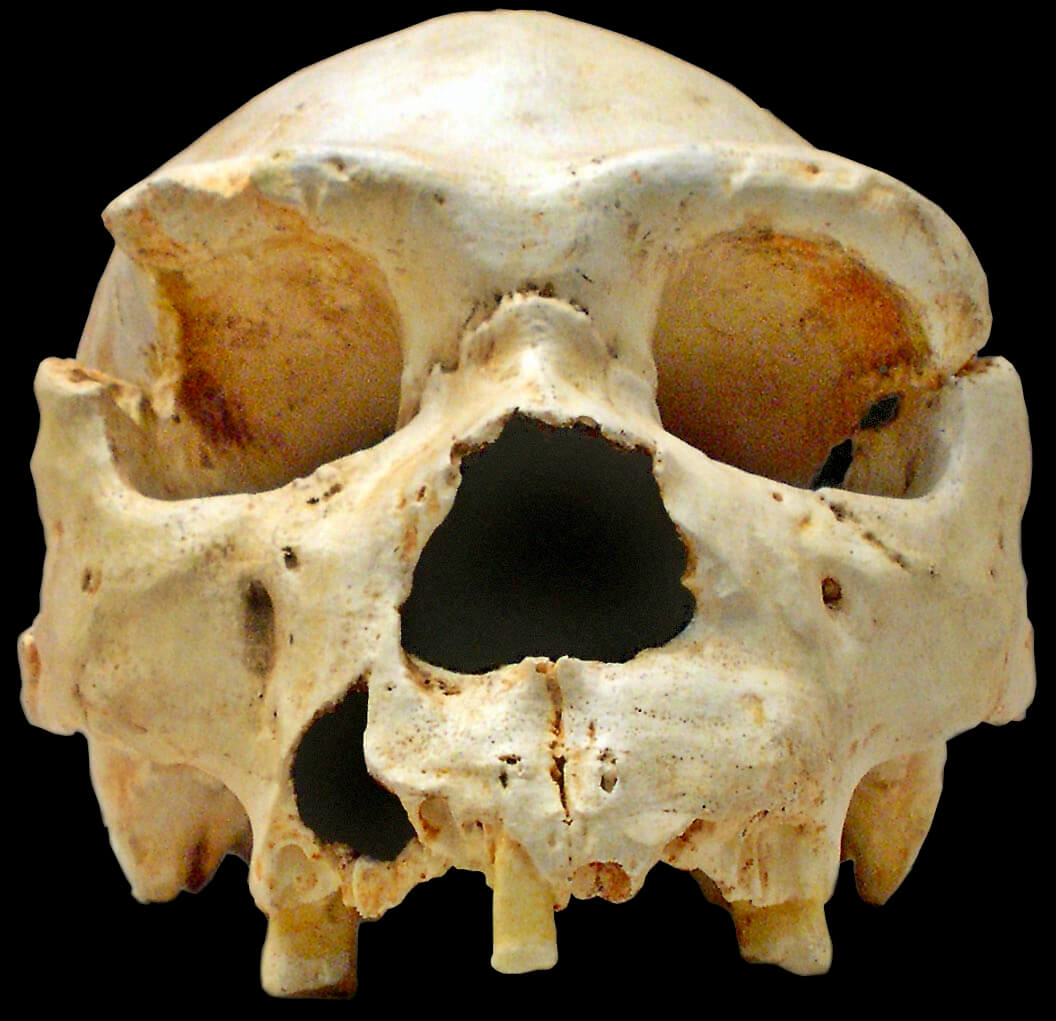
Cráneo número 5, uno de los descubrimientos de la Sima de los Huesos, España

Está limitada por el río Arlanzón al sur, río Vena al norte y la sierra de la Demanda, estribación del sistema Ibérico, al este. Forma parte del denominado corredor de la Bureba, importante e histórico paso entre el valle del Ebro y la cuenca del Duero. Desde el punto de vista orográfico es una formación modesta, con una cota máxima de 1079 metros sobre el nivel del mar en la Cumbre de San Vicente. Está formada por calizas cretácicas cubiertas por importantes masas de encinares (Quercus ilex), quejigales (Quercus faginea) y, sobre todo, monte bajo de aulaga (Genista scorpius), romero (Salvia rosmarinus), espliego (Lavandula spica), tomillo (Thymus sp.) y salvia (Salvia sp.).
El paso de la Bureba ha sido utilizado a lo largo de toda su existencia como paso principal hacia el interior de la península ibérica desde Europa. Como ya se ha indicado, une el valle del Ebro, vertiente mediterránea, con el valle del Duero, vertiente atlántica, a la vez que se sitúa en la ruta, que proveniente de los pasos pirenaicos se dirigen hacia los demás lugares peninsulares, bien hacia el oeste (Galicia y Portugal) como hacia el sur (la Meseta Central, Andalucía, Extremadura, sur de Portugal y África). Una de las principales calzadas romanas pasaba por aquí al igual que el Camino de Santiago en la Edad Media, la carretera principal N-I a finales del siglo XIX y, hoy día, la autopista AP-1. Las calzadas romanas que pasaban al norte de la sierra de Atapuerca procedían de las antiguas ciudades romanas de Tarragona (Tarraco) y Burdeos (Burdigala), y eran las principales vías que recorrían el norte de la península Ibérica de este a oeste hasta la antigua ciudad de Astorga (Asturica Augusta) (vías 32 y 34: Ab Asturica Tarracone y Ab Asturica Burdigalam).
La importancia de la sierra de Atapuerca y el valle del Arlanzón en el poblamiento prehistórico también ha sido demostrada con el descubrimiento de yacimientos al aire libre del Paleolítico, Neolítico, Calcolítico, Edad del Bronce y la Primera Edad del Hierro. Según los autores citados, «los registros arqueopaleontológicos de las cuevas de la sierra de Atapuerca y los sitios arqueológicos al aire libre en un área de 10 km de radio de Cueva Mayor (314 km2) han confirmado, –exceptuando algunos periodos–, un poblamiento continuo desde el Pleistoceno Inferior al Holoceno con varias especies de homínidos (Homo antecessor, Homo heidelbergensis, Homo neanderthalensis y Homo sapiens) explotando el mismo territorio: la sierra de Atapuerca y la cuenca del Arlanzón. Las actividades realizadas en este territorio en los diferentes periodos prehistóricos, y dependiendo de la estrategia económica (cazadores-recolectores y agropecuarios), han depositado en el subsuelo múltiples sitios al aire libre con industrias líticas y cerámicas que han sido catalogados como poblados, campamentos temporales, talleres de sílex y espacios de actividad económica complementaria».

## Geología
La sierra está compuesta de una pequeña colina —correspondiente a un anticlinal tumbado (vergencia NE y dirección ibérica NNW-SSE)— formada por calizas, arenas y areniscas de origen marino pertenecientes al Cretácico Superior (entre 80 y 100 millones de años), cubiertas por los materiales aportados por el río Arlanzón, que ha formado numerosas terrazas aluviales en época Cuaternaria. La parte más elevada de esta colina está totalmente plana, rasgo indicativo de que ha sufrido una fuerte erosión desde hace varios millones de años.
Alrededor de la sierra, y sobre este anticlinal, existen materiales de origen continental más modernos, cenozoicos, de hace entre 25 y 5 millones de años. Sus componentes son conglomerados de caliza y arcillas rojas del Oligoceno-Mioceno inferior, producto de la erosión del anticlinal calizo. Por encima de estos conglomerados se depositaron margas, arcillas y yesos. La sucesión estratigráfica culmina con los paquetes margosos y de calizas con sílex, propios del antiguo ambiente lacustre con el que se colmató el relleno de la cuenca sedimentaria del Duero en el Mioceno superior.
Durante finales del Plioceno e inicios del Pleistoceno, empieza a encajarse el valle fluvial del Arlanzón, creando, a su paso por la sierra, 15 niveles de terrazas cuaternarias muy asimétricas.
La subidas de las aguas del río y la estructura caliza han dado lugar a un complejo kárstico con multitud de cuevas, muchas de ellas abiertas al exterior por diversas causas (derrumbes, cortes...). Por estas aberturas se han ido depositando diferentes sedimentos a lo largo de los años: tierra, polvo, polen, restos animales, excrementos..., hasta llegar, en muchos casos, a colmatar las entradas y, en otros, estas han quedado cegadas por derrumbes posteriores, preservando el interior intacto hasta que surgieron nuevas aberturas. Esto ha permitido la conservación de restos y fósiles de homínidos en las numerosas cuevas bajo los bosques de Atapuerca, protegiéndolos de cambios bruscos de temperatura y humedad.

## Espacio Cultural de la Sierra de Atapuerca
El Consejo de Gobierno de la Junta de Castilla y León, en su reunión del día 26 de julio de 2007, acordó la declaración como Espacio Cultural del Bien de Interés Cultural "Sierra de Atapuerca" en Burgos.
Atapuerca constituye el primer Espacio Cultural declarado en la Comunidad. La figura se utiliza al amparo de la nueva Ley de Patrimonio de Castilla y León y en consonancia con las nuevas estrategias del Plan PAHIS 2004-2012 , que proponen la valorización de amplios espacios territoriales con valor cultural, de cara a su protección y a la promoción del desarrollo sostenible de las poblaciones en que se ubica.